# Emparejamiento de Agelaius phoeniceus
El tordo sargento (Agelaius phoeniceus) es un ave perteneciente a la familia de los ictéridos, dentro del orden de los paseriformes, que se caracteriza por su sistema de emparejamiento poligínico. Los machos territoriales pueden alcanzar las quince compañeras en algunos casos, aunque normalmente tienen dos o tres. El tamaño promedio del harén varía entre 1,6 y 6,2 hembras en distintas poblaciones. Su poliginia ha hecho de esta ave una especie extensivamente estudiada.
Tanto la calidad del macho como la de su territorio influyen en grados variables sobre el éxito reproductivo femenino y, en consecuencia, sobre la elección de pareja por parte de las hembras. Debido a que la calidad del macho guarda solo una débil relación con la de su parcela, es necesario considerar ambos parámetros por separado. A su vez, los dos componentes de la calidad parental masculina ―esfuerzo en la defensa del nido y alimentación de los polluelos― difieren entre los distintos individuos y no covarían. En algunas especies, particularmente en las poligínicas, un sistema de emparejamiento basado en la defensa de un recurso ―un territorio― está asociado a una considerable variabilidad en el éxito en la obtención de pareja de los machos, y este es el caso del tordo sargento.
Algunas parejas son vistas juntas a lo largo de toda la temporada reproductiva y están tan fuertemente unidas como en la mayoría de las especies de aves, mientras que en otras el vínculo parece ligarlos solo en tanto el macho esté alerta y sea exitoso al ahuyentar a potenciales competidores. Se ha observado una hembra recibir a un macho con las alas desplegadas y sacudiendo las plumas y, en el momento siguiente, cuando ese macho fue repelido, exhibirse ante el vencedor de la misma manera.

## Cortejo y cópula

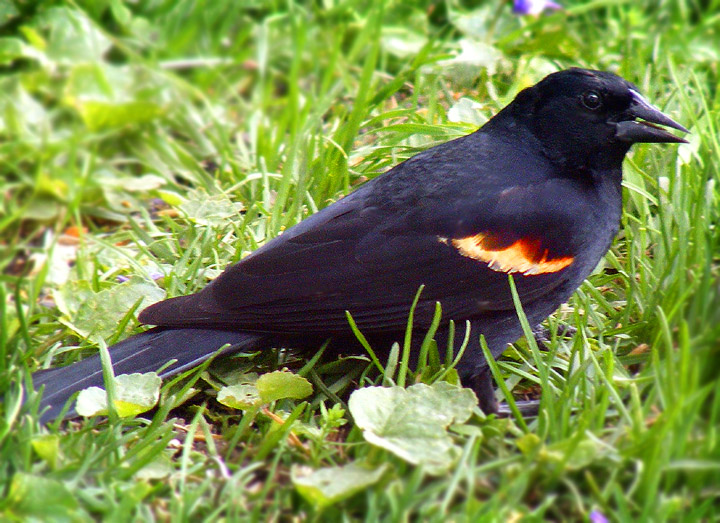
Fotografía de un macho con las manchas alares ocultas.

A la llegada de la primera oleada migratoria de hembras, el macho puede aún no estar listo para emparejarse. Al principio, repelerá a toda hembra que ingrese en su territorio y la perseguirá por el pantano, pero ella regresará al sitio que ha escogido para construir su nido. Eventualmente, él estará listo y se lo podrá ver siguiendo a su compañera. Entonces la mantendrá vigilada en todo momento y, mientras ella caza cerca de la superficie del agua, él alardeará sobre la totora más cercana.
La formación de una pareja comienza tan pronto como una hembra se adentre en los dominios de un macho. El cortejo del tordo sargento se centra en la exhibición de las manchas escarlatas de sus alas. Cuando se está alimentando, el macho adulto luce como un ave negra con una raya amarilla pálido o una banda roja angosta sobre sus hombros. El color puede incluso estar enteramente cubierto por el predominante negro de su plumaje. Sin embargo, cuando se siente estimulado, despliega la cola, abre las alas ligeramente, infla todas sus plumas y emite su canción cuonc-cuer-ii, o su aún más acuoso y gorgoteante ogl-ogl-yer. Realiza sus demostraciones posado sobre una percha prominente; se inclina hacia adelante, apuntando con el pico hacia su cola por debajo de la rama, con la espalda encorvada. Cuando infla las plumas de su cuerpo, infla particularmente, yergue y exhibe las de sus manchas rojas. Para incrementar la visibilidad de las manchas sobre sus hombros, arquea aún más las alas a medida que sus demostraciones aumentan en intensidad. Estos ornamentos se vuelven más vistosos mientras vuela lentamente hacia la hembra. Las hembras responden con un llamado e inclinación similares a los del macho. El llamado de cortejo ―ti-ti-ti― varía poco entre ambos sexos y solo es emitido durante la temporada reproductiva.

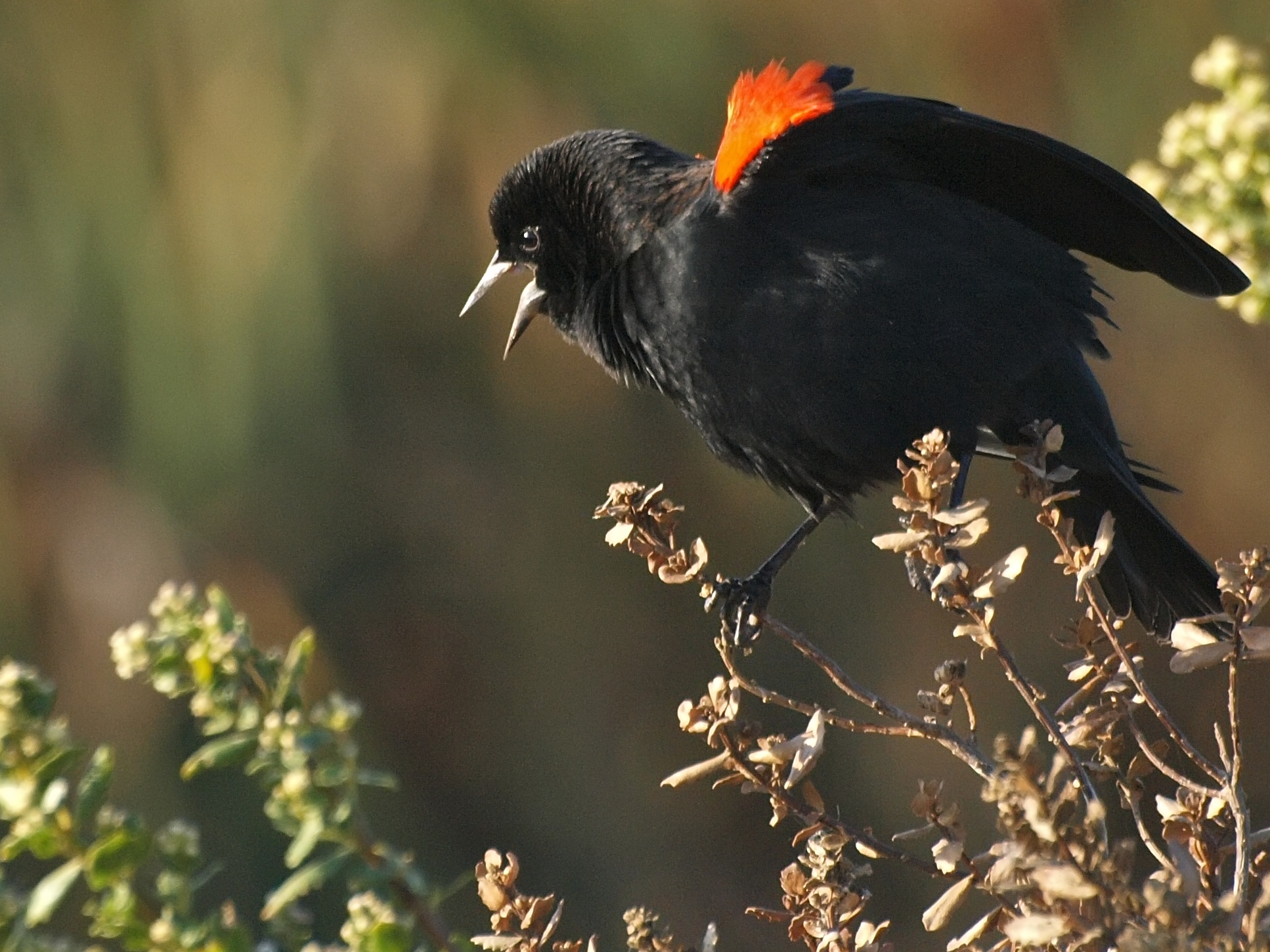
Macho cantando y exhibiéndose.

Se ha descrito, a su vez, otra forma de cortejo. Además de la exhibición ordinaria con el inflado de las plumas, los machos también se valen de cierta demostración de planeo. Ascendiendo en un espiral irregular, el ave alcanza una altura considerable, en donde se mantiene suspendida, a menudo por largos períodos, mientras apenas bate sus alas. Por lo general, no canta durante esta exhibición. Eventualmente, con las alas medio cerradas, se deja caer en un curso zigzagueante hacia el pantano. Con frecuencia una docena de individuos o más pueden ser observados en el aire al mismo tiempo realizando estas demostraciones.
Una vez que el vínculo se ha establecido y mucho antes de las cópulas, la hembra adopta repetidamente un comportamiento precopulatorio «solicitante». La postura solicitante consiste en una inclinación del cuerpo hacia adelante, con la cola y las alas levantadas para exponer la región cloacal. La reacción de su compañero se intensifica gradualmente y progresa de una aproximación, pasando por una postura agachada, hasta la exhibición precopulatoria y finalmente la cópula. Típicamente, el macho monta a la hembra en múltiples ocasiones en relativamente poco tiempo y luego se posa en las cercanías para emitir llamados y cortejar. Los machos pueden llegar a copular hasta cinco o seis veces por día con cada una de cuatro hembras distintas. Cada pareja copula en promedio veintiuna o veintidós veces por nidada.

## Explicaciones para la poliginia

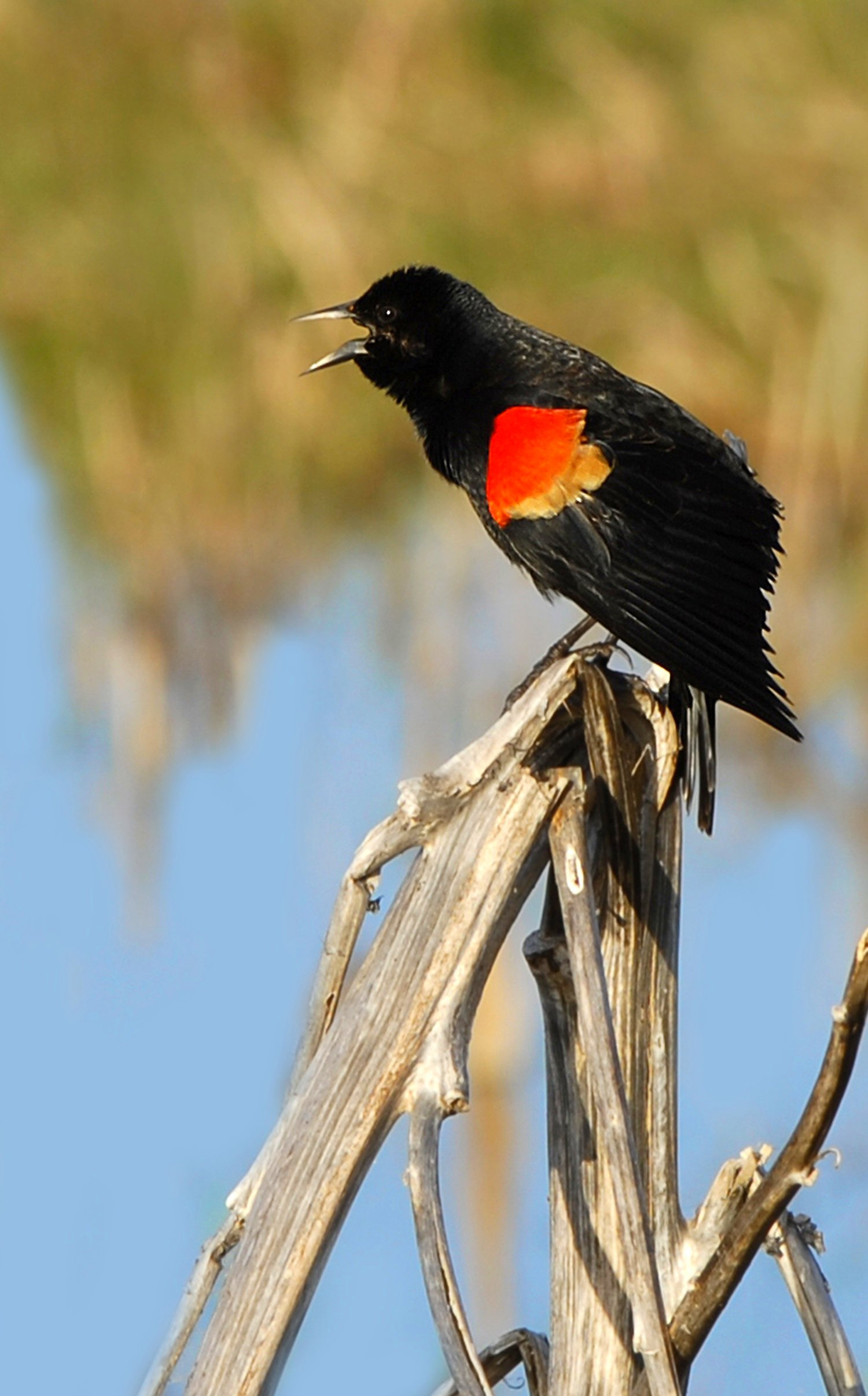
Macho cantando y exhibiéndose.

Se han sugerido cinco hipótesis principales para intentar dar cuenta del motivo de la poliginia en esta especie. El modelo del umbral de la poliginia (Polygyny Threshold Model) asume que el emparejamiento poligínico es costoso para las hembras, suposición apoyada por los hallazgos de que estas prefieren emparejarse con machos sin compañera y de que dicha preferencia constituye una adaptación en tanto el emparejamiento poligínico reduce su éxito reproductivo. Las hembras escogerían machos ya emparejados solo si las diferencias en la calidad de las parcelas fueran lo suficientemente importantes como para que ellas experimentasen un mayor éxito reproductivo eligiendo un macho que ya tuviera pareja pero con un buen territorio que el que experimentarían si optaran por otro sin compañera pero con una parcela pobre; de esta manera, los costos de compartir el macho y su territorio quedarían anulados. Si el modelo del umbral de la poliginia es correcto, entonces el éxito en la obtención de parejas de un macho debería ser un índice aproximado de la calidad de sus dominios.
Se han propuesto dos modificaciones a este modelo: la hipótesis del hijo sexy (Sexy Son Hypothesis) y el modelo del asentamiento asincrónico (Asynchronous Settlement Model). Mientras que las ventajas reproductivas de las que se beneficiaría una hembra al elegir pareja sobre la base de los postulados del modelo del umbral de la poliginia contemplan solo el éxito reproductivo a lo largo de su propia vida, la hipótesis del hijo sexy sugiere que las ventajas reproductivas que esta consigue están dadas por dos factores: su propio éxito reproductivo y el éxito en la obtención de compañeras de su descendencia masculina. Este último factor es especialmente importante en las especies poligínicas en las que los machos difieren en su habilidad para atraer parejas. En otras palabras, la calidad genética del macho influiría sobre la ulterior transmisión de los genes de la hembra en primer lugar de manera directa, afectando las posibilidades de supervivencia de sus polluelos, y en segundo lugar de forma indirecta, determinando el atractivo físico de su descendencia masculina y, de este modo, incidiendo sobre el futuro éxito reproductivo de la misma. Por otro lado, el modelo del asentamiento asincrónico argumenta que las hembras limitan el costo de la poliginia al reproducirse asincrónicamente, es decir, intentando reducir el tiempo de superposición entre la crianza de su propia nidada y las de las hembras ya establecidas.
Dos alternativas importantes a estos tres modelos son el modelo de la elección cooperativa de las hembras (Cooperative Female Choice Model) y la hipótesis de la elección neutral del compañero (Neutral Mate Choice Hypothesis). El modelo de la elección cooperativa, basada en la noción de mutualismo, propone que las hembras escogen machos ya emparejados porque se benefician de la presencia de otras hembras. Por su parte, la hipótesis de la elección neutral del compañero sostiene que la hembra elige a su pareja independientemente de otras hembras y de las diferencias en la calidad del macho y de su parcela y se establece al azar en un territorio u otro.

### Evidencia a favor del modelo del umbral de la poliginia

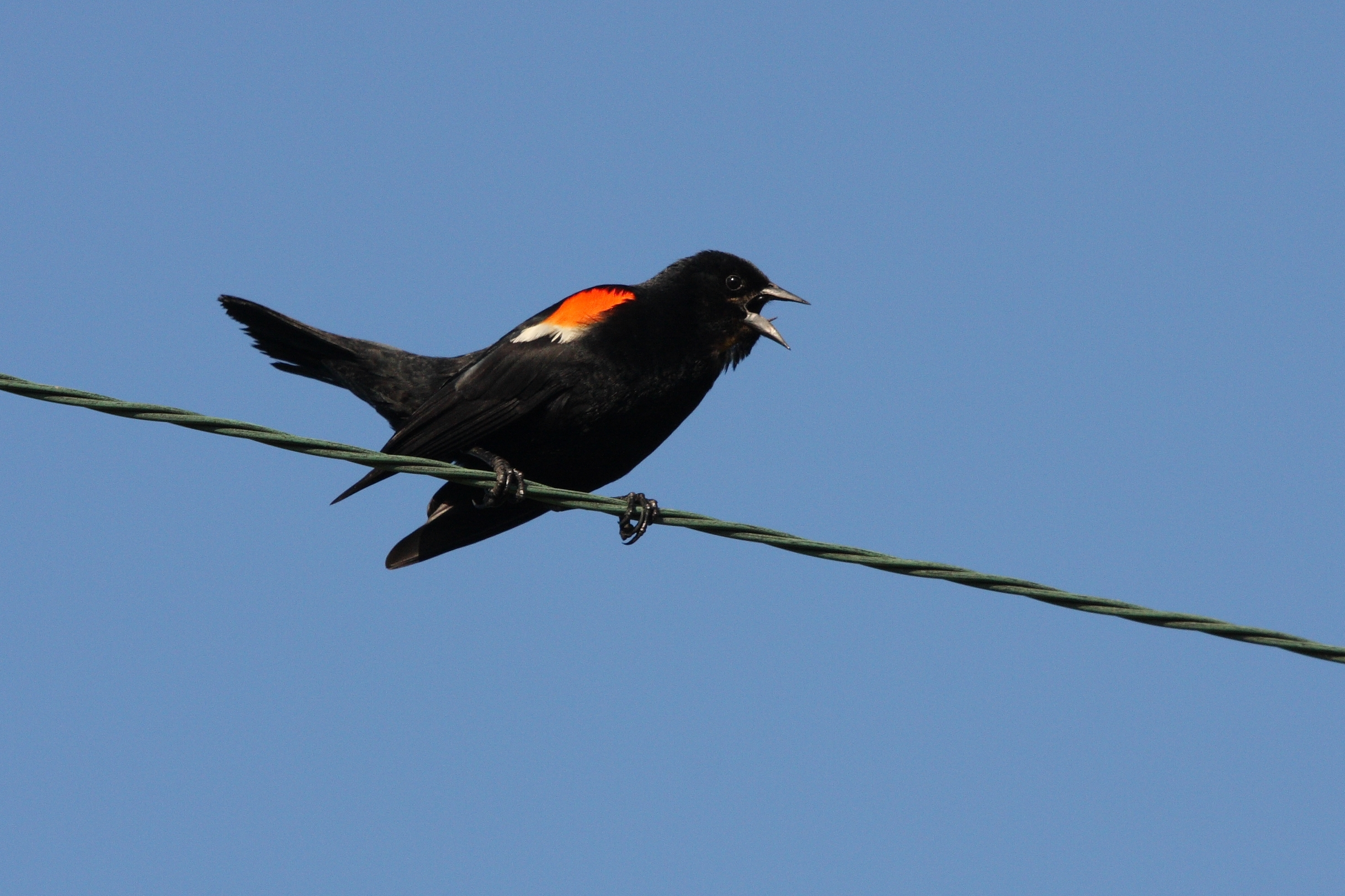
Macho cantando y exhibiéndose.

Un estudio llevado a cabo en las cercanías de Ottawa (este de Ontario) reveló que en la primera parte de la temporada reproductiva las hembras preferían emparejarse con machos que aún no tuvieran compañera en lugar de con otros que ya hubieran conseguido alguna. El estatus de los machos —ya emparejados o aún sin compañera— demostró ser más determinante en la elección de pareja por parte de las hembras que las variaciones en la calidad de aquellos o de sus dominios. De esta manera, las hembras evitaban exceder el umbral de la poliginia.
Aunque las hembras aún preferían establecerse en parcelas de machos sin pareja en la parte tardía de la época de reproducción, la diferencia entonces ya no era significativa. El establecimiento de las hembras en ese momento de la temporada parecía estar relacionado con el tiempo de permanencia futura de las residentes: las nuevas hembras evitaban los territorios en los que los nidos de las hembras ya establecidas estuvieran en sus primeras etapas y se inclinaban por aquellos en los que dichos nidos se encontrasen en una fase tardía. Así, escogían las parcelas en donde pudieran anidar asincrónicamente respecto de las residentes. Estas predilecciones son consistentes con el modelo del umbral de la poliginia, la hipótesis del hijo sexy y el modelo del asentamiento asincrónico ―que asumen que las hembras prefieren y son reproductivamente más exitosas al emparejarse con machos sin compañera en vez de con machos ya emparejados en ubicaciones igualmente aptas para la reproducción― e inconsistentes con la hipótesis de la elección neutral del compañero ―que supone que las hembras no tienen predilección alguna― y el modelo de la elección cooperativa de las hembras ―que implica que las hembras prefieren machos que ya tengan una pareja a aquellos que aún no hayan atraído ninguna―.
En un experimento en el que las hembras podían optar entre dos territorios adyacentes, uno defendido por un macho sin compañera en el que no había sitios de nidificación sobre el agua y otro perteneciente a un macho ya emparejado en el que sí había sitios de nidificación sobre el agua, las hembras se inclinaron abrumadoramente por estos últimos, lo que apoyaría la idea de que una parcela de mayor calidad ―la anidación sobre el agua incrementa las probabilidades de éxito reproductivo― podría revertir las preferencias basadas en el estatus de emparejamiento ―monógamo o poligínico― y respaldaría la validez del modelo del umbral de la poliginia como explicación de este tipo de emparejamiento.

### Evidencia en contra del modelo del umbral de la poliginia

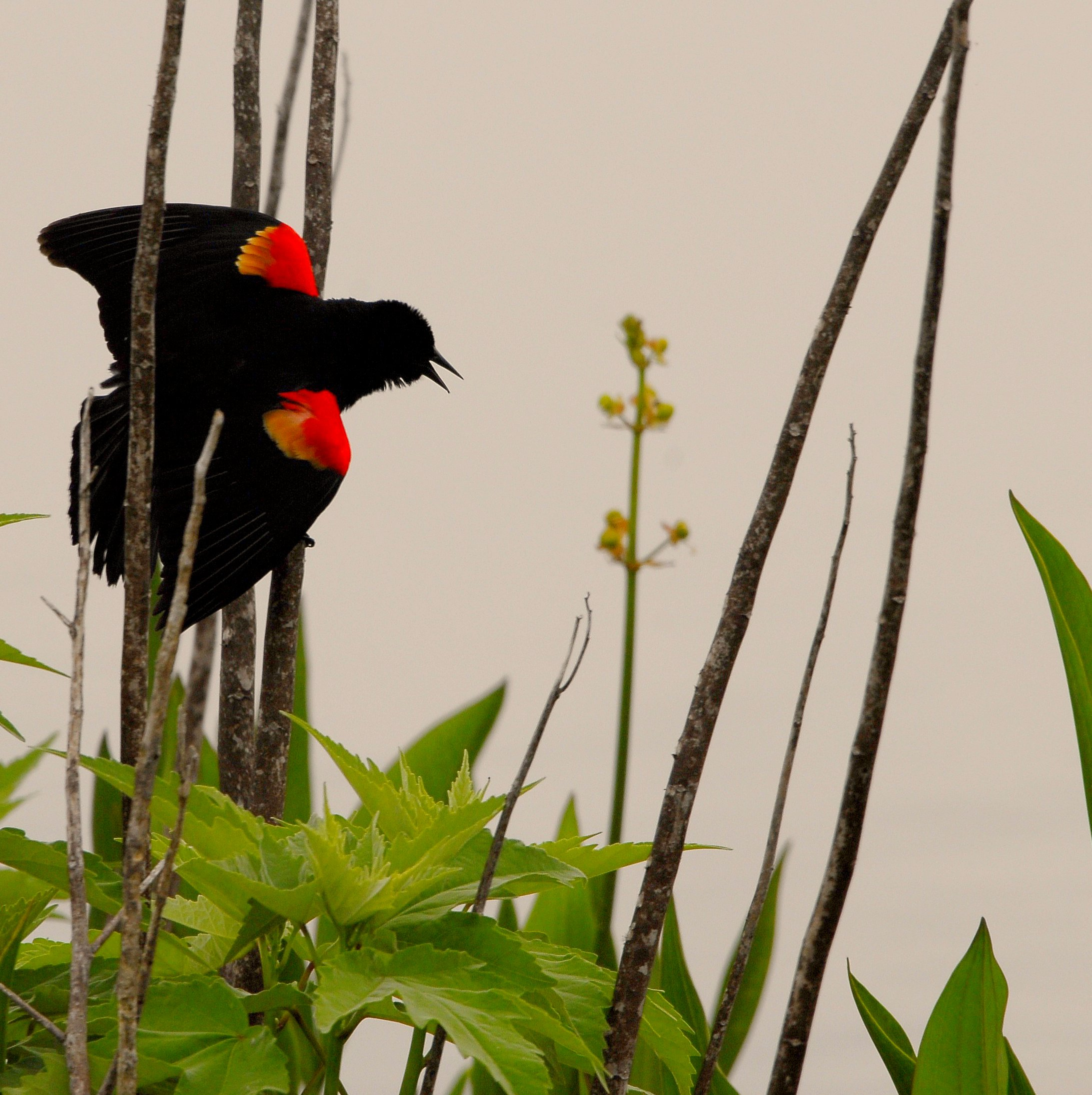
Macho cantando y exhibiéndose.

Experimentos en el noroeste de Pensilvania no encontraron evidencia de que las hembras limitaran su densidad en los dominios de los machos ni activamente ―a través de un comportamiento agresivo efectivo por parte de las hembras residentes hacia aquellas en busca de un territorio en el que establecerse― ni pasivamente ―es decir, evitando estas últimas en su propio beneficio las parcelas ya ocupadas―. Al remover hembras primarias de territorios experimentales antes de que comenzara la nidificación, el número de hembras que se asentaba en estos subsecuentemente no era diferente del de aquel en parcelas de control en los que la hembra primaria no había sido apartada, por lo que los harenes en los territorios experimentales terminaban siendo significativamente menos numerosos que aquellos en los de control. Cuando se removía de una a tres hembras de territorios escogidos al azar más tarde en la temporada reproductiva, nuevamente el número de hembras que se establecía en las parcelas experimentales no era mayor que el de las de control y el tamaño de los harenes en las primeras era significativamente menor que el de las segundas.
Por otro lado, los niveles de agresividad de las hembras primarias hacia modelos taxidérmicos no se correlacionaban con el tamaño del harén de su compañero ni con la diferencia temporal entre la iniciación de su nido y de la hembra secundaria. Incluso cuando las hembras primarias aumentaban significativamente la cantidad de exhibiciones agresivas tras ser tratadas con testosterona, los harenes en los territorios experimentales no eran más pequeños que en los de control y las hembras secundarias en aquellas parcelas tampoco anidaban más tardíamente que en estos últimos. Estos descubrimientos no respaldan el modelo del umbral de la poliginia.
El modelo del umbral de la poliginia asume que los machos adquieren sus dominios de acuerdo a su habilidad competitiva. Así, se supone que la calidad relativa del territorio de un macho reflejaría la propia calidad del individuo y las hembras solo necesitarían evaluar la calidad de la parcela para escoger el compañero indicado. Sin embargo, diversos estudios han demostrado que la adquisición del territorio en los tordos sargento es en gran parte independiente de la calidad competitiva del macho, por lo que si las características de este son importantes en la elección de pareja, las hembras deberían evaluar esos rasgos directamente.

## Importancia del cortejo: hipótesis del hijo sexy

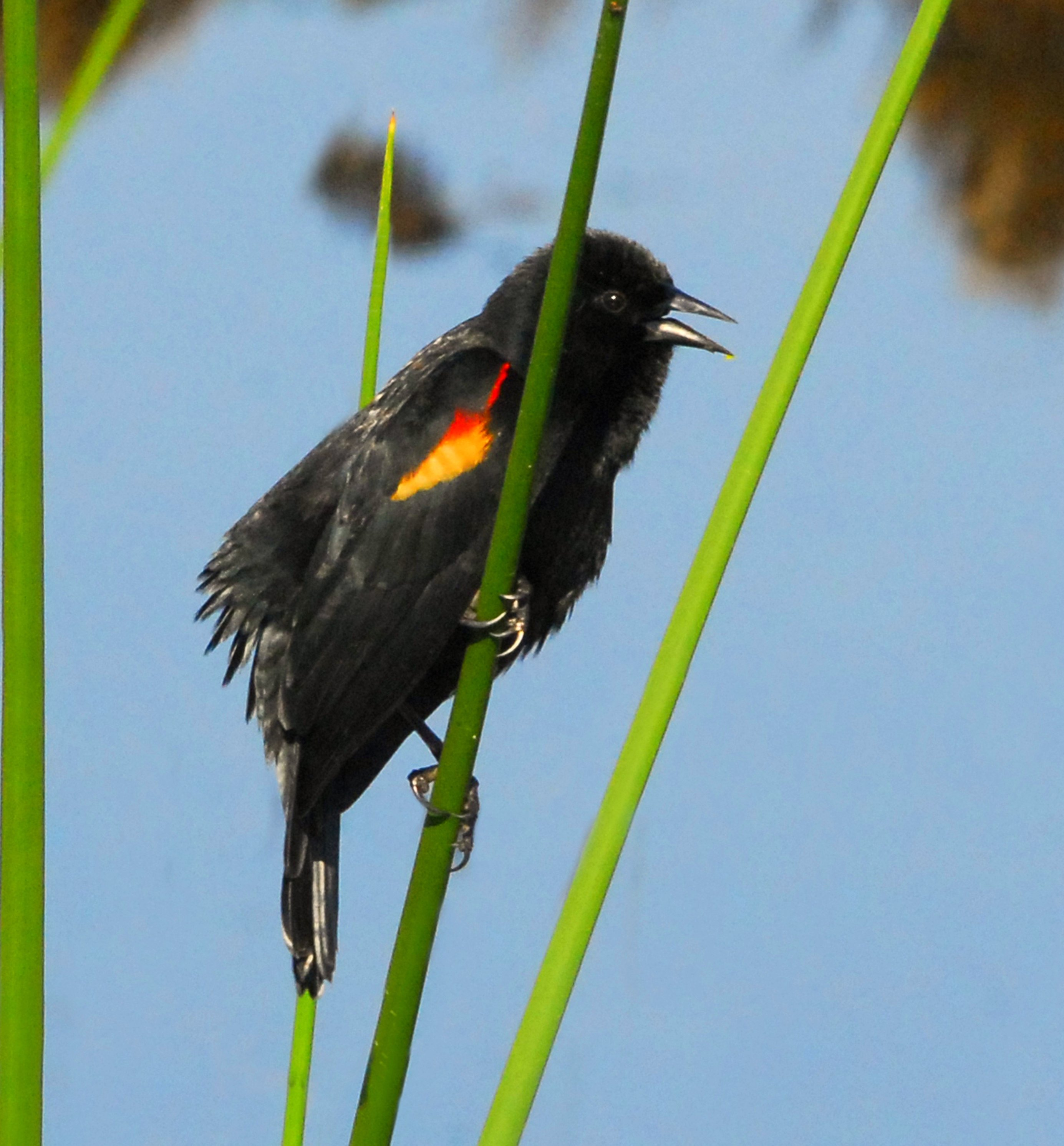
Macho cantando y exhibiéndose.

Estudios en el este de Ontario hallaron que el éxito reproductivo de las hembras estaba negativamente relacionado con la densidad de compañeras de harén anidando dentro de los dominios de un macho y positivamente relacionado con la calidad de la parcela en términos de su aptitud para la nidificación. Sin embargo, el tamaño de los harenes no se correspondía con las diferencias en el área y la calidad de los territorios. A partir de este descubrimiento se sugirió que algunas hembras serían inducidas a anidar en parcelas en las que sus oportunidades de reproducirse exitosamente fueran más limitadas de lo que serían si escogieran otros territorios disponibles. Para explicar las ventajas selectivas de dichas elecciones, determinadas por algún rasgo conductual de los machos territoriales no asociado a la calidad de sus dominios, se postuló que estas hembras estarían escogiendo parejas que favorecieran la transmisión ulterior de su legado genético sacrificando parte de su éxito reproductivo inmediato (hipótesis del hijo sexy). Aunque estas decisiones implicarían un menor éxito reproductivo en la primera generación filial, siempre que estas pérdidas no excedieran un máximo crítico, las hembras se beneficiarían indirectamente por medio de la superior habilidad de sus hijos machos para atraer compañeras.

### Intensidad del cortejo y tamaño del territorio

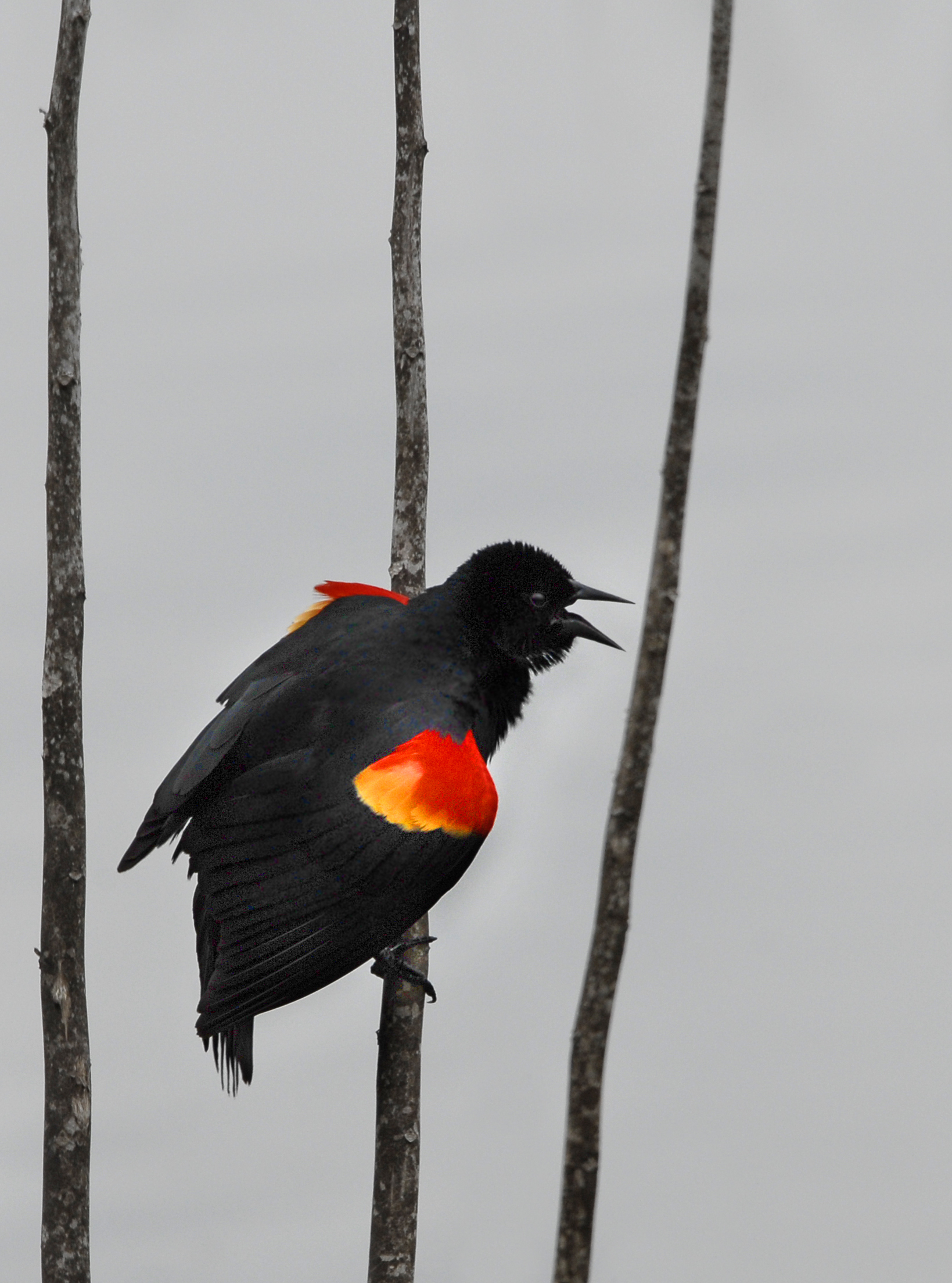
Macho cantando y exhibiéndose.

Si bien en el sur de Wisconsin no se encontró evidencia de que las hembras prefirieran a los machos que cortejaban más intensamente, en el este de Ontario aquellos que cortejaban con mayor entusiasmo el cuerpo preservado de una hembra dispuesto en una postura natural en sus parcelas como parte de un experimento eran los que alcanzaban una mayor densidad de hembras anidando en sus territorios. Cuando el área por compañera caía por debajo de los 300 m², la intensidad del cortejo que los machos requerían para aumentar aún más la densidad de hembras se elevaba pronunciadamente. Curiosamente, existía una correlación negativa significativa entre la intensidad del cortejo por parte de un macho al cuerpo preservado y la superficie de sus dominios. Esto indicaría que el comportamiento masculino asociado a la atracción de parejas no se condice con la habilidad para apropiarse de una parcela extensa. De hecho, parecería que ambos factores son de alguna manera mutuamente excluyentes debido a que dueños de los mejores territorios eran los que reaccionaban menos enérgicamente en los experimentos conductuales.
En concordancia con esto, se ha descubierto que las manchas rojas en los hombros de los machos son importantes en la defensa de la parcela, pero no en la atracción de las hembras: al teñirlas de negro como parte de un experimento, estos machos veían disminuida su capacidad de defender sus dominios, mientras que aún podían atraer compañeras y reproducirse con éxito, lo cual sugeriría que las manchas juegan un rol importante como señal de amenaza ante potenciales competidores, pero no en el cortejo de las hembras. Por otro lado, el enmudecimiento experimental de los machos acarreó como consecuencia que dichos individuos no pudieran conseguir pareja. De manera similar, una incapacidad natural para emitir la vocalización normal que acompaña las exhibiciones de cortejo interfiere con sus posibilidades de atraer a las hembras. Aparentemente, la capacidad para conservar un territorio estaría más relacionada con estímulos visuales, mientras que la de obtener compañeras dependería de las vocalizaciones.
Por otra parte, un estudio más reciente produjo resultados contradictorios. Los machos sometidos a una cirugía con fines experimentales, y que como a causa de ello emitían canciones atípicas, parecían no ver afectada su capacidad de defender sus parcelas o de atraer parejas. Este hallazgo fue interpretado como una posible consecuencia de las diferencias en los hábitats en los que fueron llevados a cabo los dos estudios. Podría ser que solo en los mejores hábitats, en los que la competencia entre machos es más intensa, un macho resultara perjudicado si se interfiriera con sus exhibiciones vocales o visuales.

### Dos estrategias para la atracción de las hembras

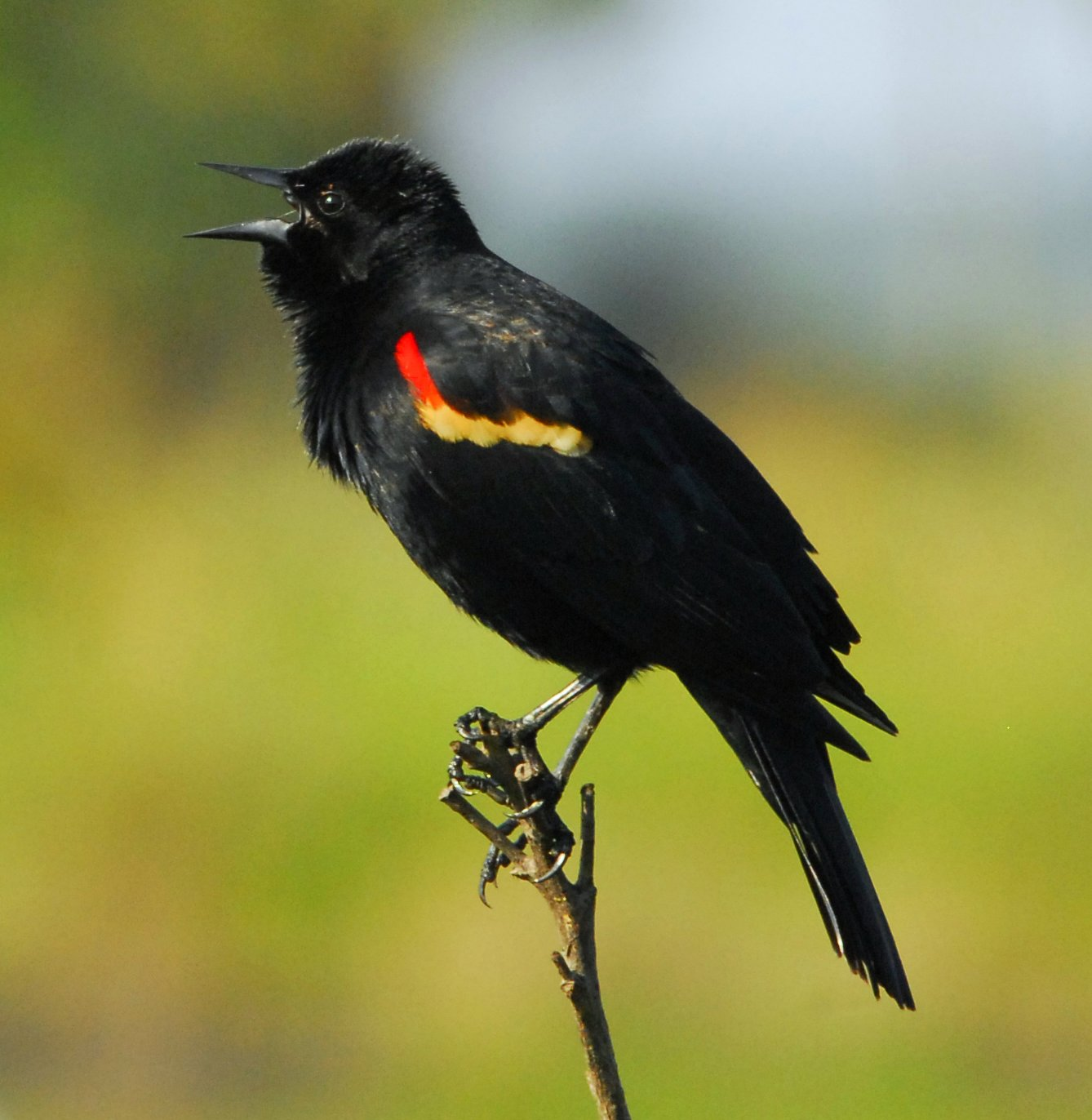
Macho cantando.

El hecho de que los individuos más exitosos en la atracción de las hembras fueran los menos exitosos en el establecimiento de territorios vastos podría deberse a que, dada una cierta cantidad de energía destinada a la reproducción, los machos se inclinarían por una de dos estrategias. Una sería dedicar gran parte de esa energía a la defensa de una parcela extensa y de buena calidad. Además del alto costo energético implicado en la adquisición de un territorio de tales características, deberían considerarse los altos costos de mantenimiento del mismo a lo largo de la temporada reproductiva. Esto dejaría solo una limitada cantidad de tiempo y energía para el cortejo de potenciales compañeras. La consecuencia de esta estrategia sería que menos hembras que las esperadas anidarían en la parcela, pero, debido a la baja densidad de estas, el éxito reproductivo individual sería elevado.
La estrategia alternativa supondría invertir poca energía en el establecimiento de un buen territorio, asegurándose una parcela pequeña con bajos costos de mantenimiento. Esto permitiría destinar mucha más energía a la atracción de parejas. Como consecuencia, nidificarían en estos territorios más hembras que las esperadas dada la calidad de los mismos. Aunque el éxito reproductivo de sus compañeras sería reducido, el macho se beneficiaría de la gran cantidad de parejas que logró conseguir.
Las hembras podrían optar entonces por una buena parcela con baja densidad de nidos y, por lo tanto, mayores posibilidades de éxito reproductivo, o bien por un territorio de menor calidad con alta densidad de compañeras de harén en el que las oportunidades de éxito reproductivo fueran inferiores, pero que probablemente propiciaría que cualquier polluelo macho hijo del propietario de dichos dominios tuviese una mayor capacidad de atraer hembras.
No es de esperar que las dos estrategias «puras» puedan ser observadas en la naturaleza puesto que los machos deberían diferir en cuanto a la cantidad total de energía que estén en condiciones de dedicar a la reproducción. Las experiencias pasadas de los individuos también podrían incidir sobre cuán efectivamente inviertan la energía. Es posible que exista una gama de machos en la que los más aptos físicamente obtengan muchas compañeras y parcelas de buena calidad, mientras que los menos aptos consigan pocas parejas y territorios pobres. Entre esos dos extremos, habría una variedad de combinaciones de tamaños de harenes y calidades de parcelas, lo cual explicaría el consistente hallazgo de diversos estudios respecto de que en esta especie el tamaño del harén y el del territorio no están necesariamente correlacionados.

## Importancia de la edad, experiencia y características físicas del macho

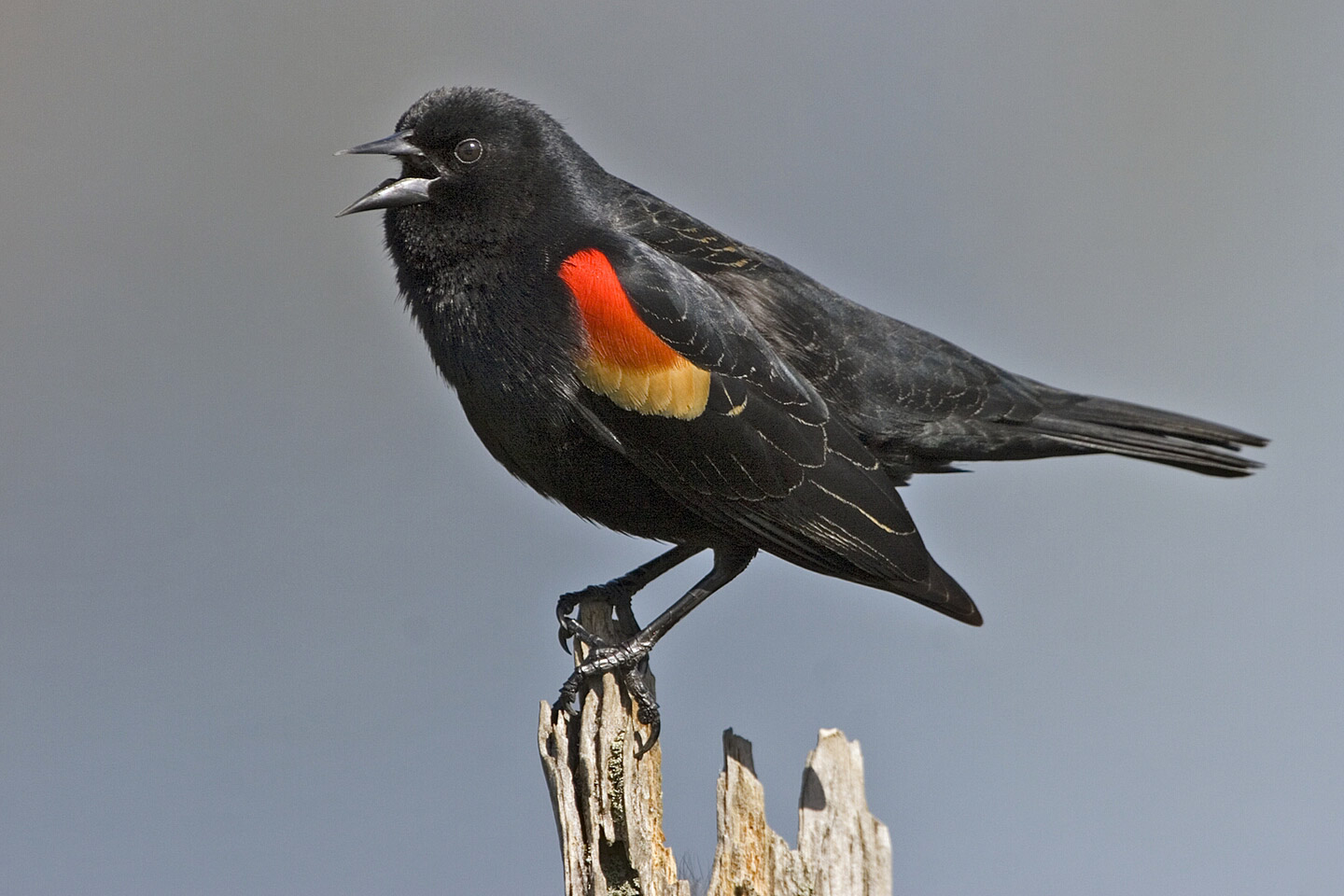
Macho cantando.

Es posible que las hembras prefieran unirse a harenes con individuos de mayor edad ―tanto en lo que respecta al macho como en lo concerniente a las otras hembras― debido a que esto incrementaría sus posibilidades de éxito reproductivo por ser las aves mayores más eficientes defendiendo los nidos de los depredadores. Por lo tanto, el patrón de distribución de los individuos de mayor edad en el pantano podría influir sobre el patrón de emparejamiento en una población de tordos sargento. A su vez, la distribución de los individuos más experimentados de ambos sexos estaría signada por su marcada tendencia a regresar a las mismas parcelas año tras año. Consecuentemente, el éxito de los machos recientemente establecidos en la atracción de parejas estaría inicialmente determinado por el número de hembras conseguido por los anteriores propietarios de los territorios y por su tasa de supervivencia al invierno.
La experiencia reproductiva y el tamaño corporal de los machos han mostrado correlaciones positivas significativas con el tamaño del harén, sugiriendo además que las correlaciones entre la edad del macho y la intensidad del cortejo, por un lado, y el tamaño del harén, por el otro, encontrarían su causa en la preferencia de las hembras por los dominios defendidos por machos experimentados. Un estudio en el este de Ontario determinó que los machos más grandes engendraban una mayor cantidad de polluelos dentro de sus parcelas, principalmente debido a que conseguían harenes más numerosos, y que el éxito de los machos de mayor tamaño no parecía ser consecuencia de que estos tuvieran territorios de mejor calidad o de más extensión. Debido a que en dicha población el tamaño corporal de los machos estaba positivamente relacionado con la supervivencia, se postuló que la predilección de las hembras por los machos más grandes podría reflejar una preferencia general por los individuos más aptos para sobrevivir. Por otro lado, la inmunocompetencia de los machos no está relacionada con la cantidad de compañeras que atraen. A diferencia de lo que sucede en otras especies, no se halló evidencia de que sutiles imperfecciones en la simetría bilateral de los machos de tordo sargento tuvieran relación alguna con un menor éxito a la hora de competir por parejas u otras hembras con las que copular eventualmente que no fueran sus compañeras.
Los niveles de testosterona en machos con parcelas en áreas reproductivas de alta densidad son significativamente más elevados que los de aquellos cuyos dominios se ubican en zonas de baja densidad. A su vez, los niveles de esta hormona están positivamente relacionados al tamaño del harén.

## Importancia de la calidad de los territorios y tipos de hábitats

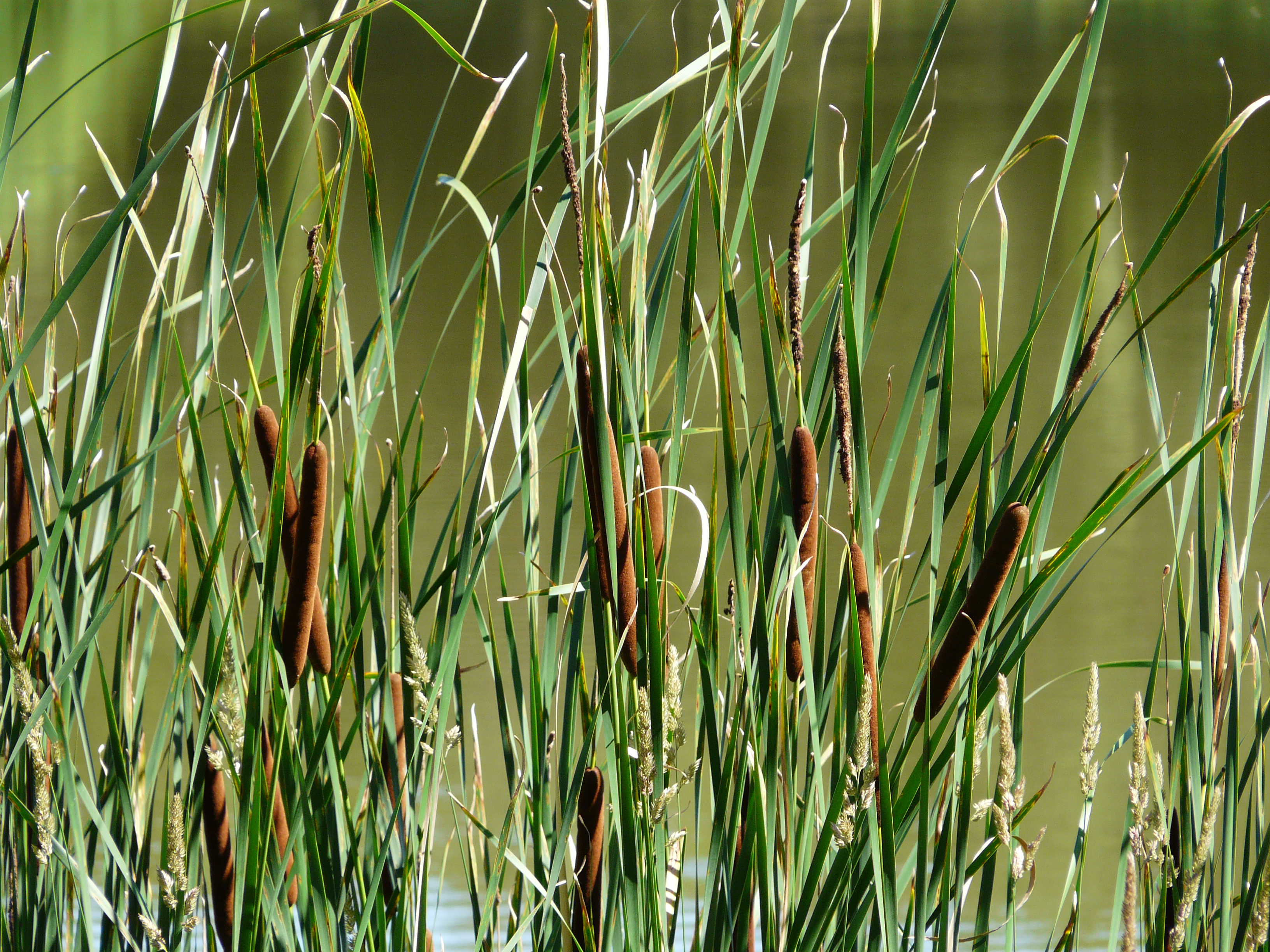
Totora común (Typha latifolia). Los harenes de los machos son más grandes en territorios dominados por totoras (Typha spp.) que en aquellos con presencia de ciperáceas.

Mientras que hay una considerable falta de acuerdo respecto del rol de la calidad del macho en la elección de pareja por parte de la hembra, existe un consenso general sobre la importancia de la calidad del territorio en este sentido. Los estudios empíricos indican que la calidad de la parcela tiene un mayor peso en la elección de compañero de la hembra que la calidad genética del macho. El tamaño de los harenes suele ser mayor en los pantanos que en los hábitats de tierras altas; además, pareciera ser más variable en pantanos que en otros hábitats. Según diferentes estudios, el tamaño promedio de los harenes para machos con territorios en pantanos y hábitats de tierras altas era respectivamente de 2,2 y 1,9 hembras en Nueva York, 2,9 y 2,0 en Quebec y 1,9 y 1,5 en el este de Ontario.
En Alberta, se encontró que los machos en un pantano rodeado por bosques ―hábitat con mayor disponibilidad de alimento― atraían más del doble del número de compañeras que conseguían aquellos en un pantano en medio de terrenos agrícolas ―hábitat con menor disponibilidad de alimento―; a su vez, la cantidad de hembras obtenida por los primeros era significativamente más variable. La abundancia de alimento reduce la importancia de la asistencia de los machos a la nidada. Esto les permite disminuir su inversión parental en términos relativos respecto de la inversión de la hembra y limita el costo para ella de emparejarse con un macho que ya tenga pareja. Como consecuencia, más machos que hembras están disponibles como compañeros, la competencia entre aquellos por las hembras se incrementa y, por esta razón, la variabilidad en el éxito masculino en el emparejamiento es más pronunciada. Dichos resultados son consistentes con la hipótesis de que la inversión parental relativa de cada sexo influye sobre la selección sexual y los sistemas de emparejamiento en las aves.
En un estudio en el condado de Spokane (este de Washington), el tamaño de los harenes se relacionaba al tipo y densidad de la vegetación de la parcela y no a su tamaño o a la disponibilidad de alimento en ella: los harenes eran más grandes en territorios dominados por totoras (Typha spp.) que en aquellos con presencia de ciperáceas y en áreas con totoras esparcidas que en las de mayor densidad de estas. Sin embargo, en el sudoeste de Míchigan, los machos que se establecían en estanques con una baja densidad de totoras no atraían compañeras.
En un estudio en el sur de Wisconsin, los machos con parcelas en pantanos de aguas profundas ―hábitat de alto éxito reproductivo― atrajeron un promedio de 2,8 hembras; aquellos establecidos en pantanos de aguas playas ―bajo éxito reproductivo― consiguieron una pareja cada uno; por último, los que se habían instalado en una pradera ―éxito reproductivo medio― obtuvieron un promedio de 2,3 compañeras. En el sudeste de Ontario, los territorios contiguos en pantanos tendían a presentar mayores áreas de hábitat adecuado para la nidificación que las parcelas aisladas a los costados de las rutas, razón por la cual atraían harenes más numerosos.

## Importancia de la calidad parental del macho
El aprovisionamiento por parte del macho tiende a restringirse a los nidos de su primera y segunda compañeras. Se ha afirmado, sin embargo, que al elegir pareja las hembras no deberían guiarse por su estimación del tiempo que determinado macho dedicará a la alimentación de los polluelos porque dicha inversión por parte de los ejemplares masculinos es pequeña en esta especie y, en todo caso, aquella estimación sería inexacta. Aunque resulta claramente ventajoso para una hembra que su compañero colabore en el aprovisionamiento de los nidos, la mayoría de ellas no recibe nada de ayuda. Si bien los machos mayores tienden a pasar más tiempo alimentando a los polluelos, estudios empíricos determinaron que no existe diferencia en el número de hembras atraído por machos colaboradores y no colaboradores, lo que señala que la preferencia por los machos de más edad es independiente del hecho de que algunos de ellos dediquen proporcionalmente más tiempo a aprovisionar los nidos. Así, la alimentación de los pequeños por parte del macho no es un beneficio que disfrute la mayoría de las hembras ni es aparentemente importante para determinar el tamaño de los harenes.
Dado que los machos experimentados obtienen más compañeras que los jóvenes, aquellos que regresan en años sucesivos a los mismos territorios se vuelven cada vez más exitosos en la consecución de parejas. En concordancia con esto, cabe destacar que la agresividad de los individuos masculinos se incrementa con la edad y la experiencia y que los más agresivos en la defensa de sus nidos tienen harenes más grandes. Sin embargo, se ha sugerido que la correlación entre la agresividad y el tamaño de los harenes podría ser indirecta y deberse en realidad a la intervención de algún otro factor ―por ejemplo, la edad― que estuviera directamente relacionado tanto con la agresividad, por un lado, como con el tamaño del harén, por otro; es decir, es probable, según esta perspectiva, que una mayor agresividad no sea la causa auténtica de un harén más numeroso, sino un mero reflejo del verdadero factor causal, que le sería ajeno. Aunque los machos defienden más agresivamente los nidos primarios que los secundarios, se ha afirmado que la elección de compañero por parte de las hembras no debería verse influida por una estimación sobre el futuro esfuerzo de aquellos en la defensa del nido, pues este parece no tener efectos importantes en la severidad de la depredación y de las pérdidas causadas por el parasitismo de puesta. Por otro lado, estudios empíricos en el sur de Wisconsin encontraron evidencia de que las hembras que anidaban en pantanos preferían a los machos que defendían los nidos intensamente, aunque paradójicamente no hallaran pruebas de que los defensores más activos en hábitats de pradera tuvieran una mayor proporción de nidos exitosos ―con al menos un polluelo que llegara a abandonarlo―.

## Importancia de la disponibilidad de alimento y depredación

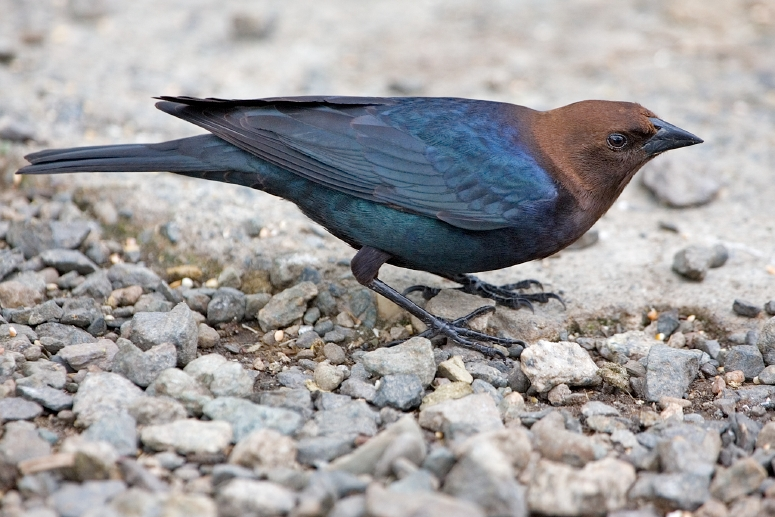
Macho de tordo cabecicafé (Molothrus ater). La elección de pareja de las hembras de tordo sargento no debería verse afectada por la vulnerabilidad de un territorio al parasitismo de puesta por parte del tordo cabecicafé porque las disminuciones en el éxito reproductivo por este motivo son poco importantes.

La poliginia probablemente haya evolucionado a partir de la combinación de dos fuerzas selectivas: en primer lugar, la alta tasa de depredación en los nidos, que favorece la concentración de estos por ser más fácil su defensa colectiva en tales circunstancias; y en segundo, la disponibilidad de alimento temporalmente abundante, predecible y distribuido con relativa uniformidad en los pantanos y tierras altas cercanas, lo que posiblemente haya propiciado la evolución del territorialismo. El tamaño del harén en las distintas poblaciones estaría entonces relacionado con la intensidad de la depredación en los nidos. Las hembras deberían tener la capacidad de ajustar su grado de concentración y, por lo tanto, su grado de cooperación en la defensa de aquellos sobre la base de la presión promedio ejercida por los depredadores.
Se ha afirmado, además, que la elección de pareja por parte de las hembras debería verse influida por la vulnerabilidad de la parcela a la depredación porque la incidencia de la misma es alta, variable entre distintas áreas y predecible. Sin embargo, un estudio empírico no encontró evidencia de que escogieran su sitio de nidificación en respuesta a la presencia de diferentes tipos de depredadores de nidos. Por otro lado, la elección de compañero no debería verse afectada por la vulnerabilidad de un territorio al parasitismo de puesta por parte del tordo cabecicafé (Molothrus ater), pues las disminuciones en el éxito reproductivo por este motivo son menores y menos predecibles que las causadas por la depredación. A su vez, sí debería estar relacionada con la disponibilidad de alimento porque las tasas de mortalidad de los polluelos por desnutrición son sustanciales, los pantanos varían en cuanto a su productividad y la productividad debería ser predecible.

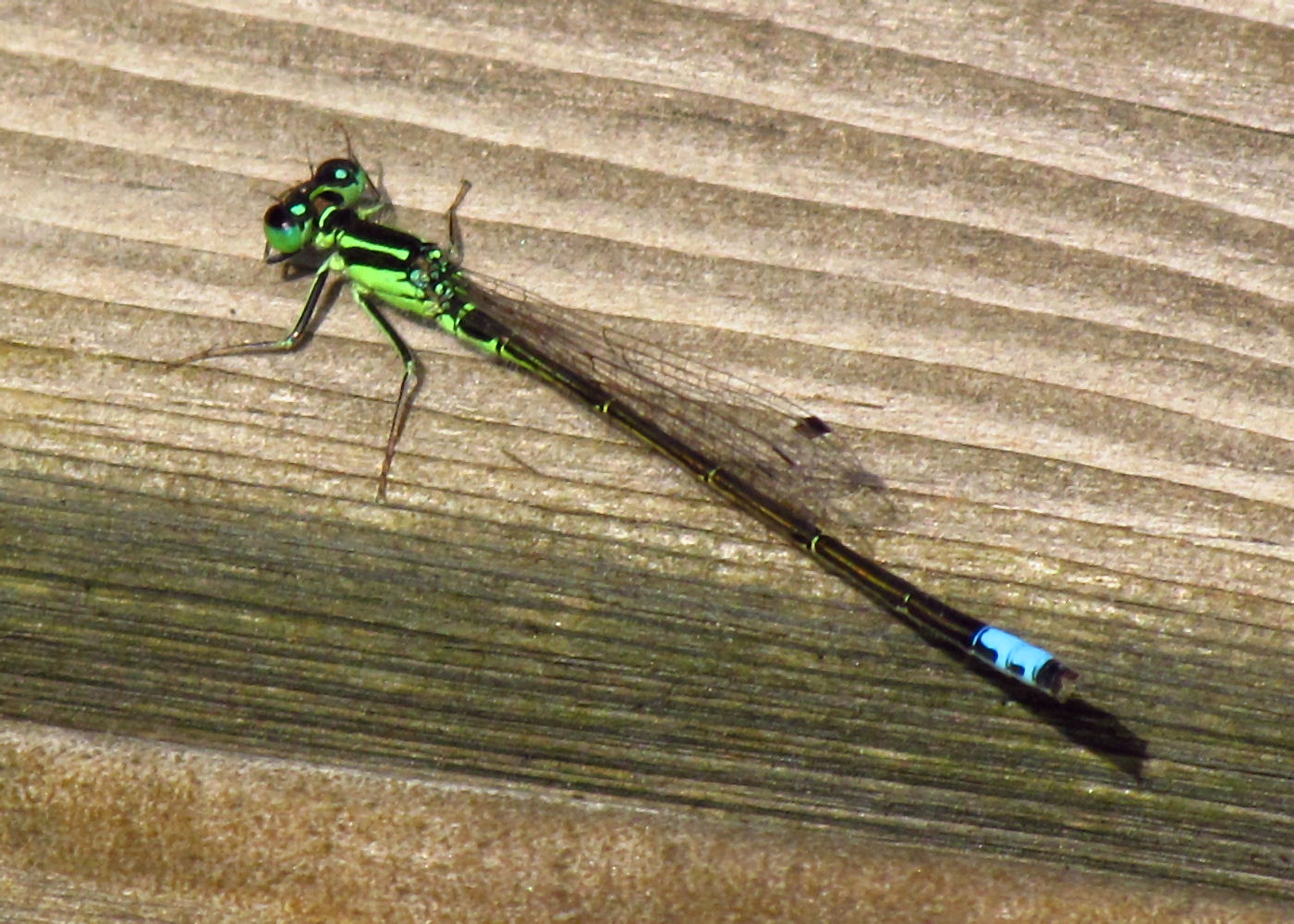
Ischnura verticalis, un odonato norteamericano. En el sudoeste de Míchigan, la disponibilidad de odonatos emergentes no estaba correlacionada a la cantidad de hembras reproductivas por estanque ni al tamaño medio de los harenes.

Empero, en el sudoeste de Míchigan, la abundancia de odonatos emergentes, la cual había sido experimentalmente manipulada, no estaba correlacionada a la cantidad de hembras reproductivas por estanque ni al tamaño medio de los harenes en cada uno de ellos, si bien sí guardaba relación con el número de polluelos que lograba abandonar el nido por hembra y por parcela masculina. Una posible explicación para esta aparente falta de congruencia entre los rasgos ambientales considerados en la selección del hábitat y las características ambientales que regulan el éxito reproductivo radicaría en que los tordos sargento tendrían un conocimiento imperfecto de la abundancia de alimento al establecerse. Los individuos de esta especie típicamente delimitan sus dominios y escogen sus sitios reproductivos varias semanas antes de que los odonatos comiencen a emerger de las aguas de los pantanos en los que estas aves se reproducen. Aunque se ha sugerido que al elegir sitios de nidificación las hembras podrían inspeccionar el agua cuidadosamente, evaluando la cantidad de odonatos larvales, la información empírica no apoya esta idea. A pesar de que numerosos estudios sostengan que los tordos sargento utilizan la información adquirida en temporadas reproductivas previas al escoger sus sitios de reproducción, la manipulación de la abundancia de insectos implicó una desvinculación de la disponibilidad de alimento durante este estudio respecto de la de años anteriores, lo que posiblemente haya impedido a las aves filopátricas usar sus experiencias pasadas para predecir acertadamente la cantidad de alimento existente.
La explicación del conocimiento imperfecto también es respaldada por experimentos en los que se manipuló su abundancia agregando alimento suplementario a las áreas de reproducción de los tordos sargento a partir de fines de marzo y comienzos de abril, antes de que las hembras hubiesen elegido sus sitios de nidificación. De esta manera, tuvieron la oportunidad de evaluar la disponibilidad de comida en diferentes sitios reproductivos antes de establecerse. Como consecuencia de esto, las áreas con alimento suplementario albergaron harenes más numerosos.

## Cópulas fuera de la pareja

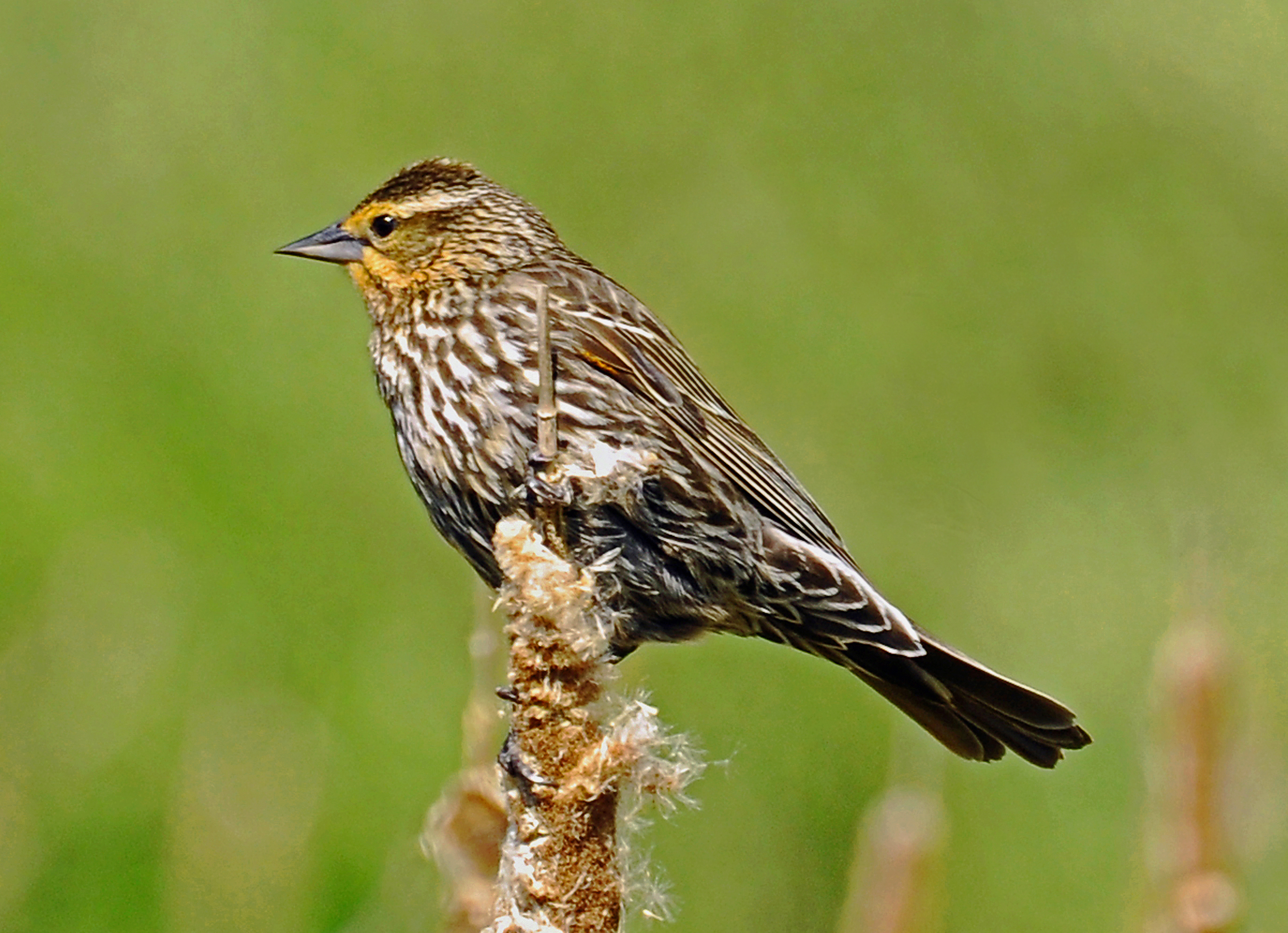
Las hembras frecuentemente copulan con machos que no son sus parejas.

Las hembras frecuentemente copulan con machos que no son sus parejas. Experimentos de campo han demostrado que las que anidan en territorios de individuos vasectomizados a menudo depositan huevos fértiles, y existe evidencia de que los machos no territoriales son capaces de fecundarlas. Los machos de mayor edad muestran una marcada tendencia a ser más exitosos respecto de la reproducción fuera de su harén. Por otro lado, no se han encontrado asociaciones entre los apareamientos al margen de la pareja y la edad de las hembras. El punto culminante de las cópulas fuera de dicho vínculo social se produce dos días antes de la puesta del primer huevo, es decir, un día más cerca de la puesta que el momento cúspide de los apareamientos con el compañero.
En un estudio, el 8% de los intentos de cópula y el 13% de los cortejos fueron realizados por machos que no eran parejas de las hembras en cuestión. Estas se agachan menos y se resisten más frecuentemente en cortejos por parte de machos que no sean sus compañeros. Si bien un estudio encontró que las hembras no solicitaban cópulas en las parcelas de otros machos y que los cortejos y apareamientos fuera de la pareja ocurrían dentro de los dominios del compañero de la hembra, una investigación en el Columbia National Wildlife Refuge (centro-sur de Washington) descubrió que el 78% de las cópulas al margen del vínculo social tenía lugar fuera del sitio de nidificación, donde típicamente se aparea la pareja, y que las hembras involucradas en este tipo de cópulas pasaban significativamente más tiempo lejos del pantano durante el período de mayor fertilidad que aquellas que no se apareaban con otros machos.
La presencia del compañero de la hembra en el territorio disuade potenciales cópulas al margen del vínculo social, por lo que estas suceden con mayor frecuencia cuando el macho territorial se ausenta. Probablemente como consecuencia de esto, los machos emprenden menos incursiones para alimentarse cuando sus compañeras son más fértiles. Las estrategias de los machos para proteger su paternidad no son muy efectivas y consisten primordialmente en vigilar los límites de sus parcelas y en menor medida en impedir apareamientos entre sus hembras y otros machos lejos del pantano cuando estos son visibles. Una alta frecuencia en las cópulas entre el macho territorial y sus compañeras disminuye las posibilidades de que sus óvulos sean fertilizados por otros individuos. A medida que la proporción de fecundaciones fuera de la pareja en una nidada aumenta, menos polluelos logran abandonar el nido, aparentemente debido a que los machos territoriales no defienden sus nidos tan vigorosamente cuando contienen polluelos ilegítimos.

### Frecuencia de estas cópulas y fecundaciones
El compañero de la hembra engendra solo entre dos tercios y tres cuartos de los polluelos que eclosionan en sus dominios. Un estudio encontró que el 28% de los pequeños muestreados tenía genotipos incompatibles con el de su supuesto padre y casi la mitad de los nidos albergaba al menos a un cría hija de otro macho; en otro, la tasa de fecundaciones al margen de la pareja era de un 35%; en un tercero, el 21% de los polluelos no había sido engendrado por el dueño del territorio en el que había nacido y el 36% de las nidadas contenía al menos un pequeño ilegítimo. En el Columbia National Wildlife Refuge, alrededor de un quinto de todos los apareamientos observados ocurría entre individuos que no constituían una pareja. La mayor parte de las crías engendradas por machos que no son los compañeros de sus madres ―el 77% de ellas en un estudio en el este de Ontario― son hijas de algún otro que defienda una parcela adyacente. En un caso registrado en la misma región, dos vecinos distintos habían engendrado cada cual uno de los polluelos de una nidada de dos pequeños, por lo que el compañero de la madre de esas crías no era el padre de ninguno en ese nido. Así, la decisión de una hembra respecto de qué macho engendrará a su descendencia es al menos parcialmente independiente de su elección del territorio en el que anidará.
Las hembras que se establecen en áreas con un gran número de machos producen una cantidad significativamente mayor de polluelos hijos de otro padre que las que nidifican en pantanos con pocos vecinos de sexo masculino. En el este de Ontario, la proporción de pequeños ilegítimos era de un 32% en dos pantanos de relativamente alta densidad de machos territoriales ―0,4 por hectárea― y de 6% en un pantano de baja densidad de machos defendiendo una parcela ―0,1 por hectárea―.

### Incidencia sobre el éxito reproductivo
Aunque algunos machos no engendran polluelos con aves que no formen parte de su harén, estas cópulas con hembras que no constituyan parejas suyas contribuyen significativamente a incrementar el éxito reproductivo de otros. En el este de Ontario, dichas fecundaciones representaron el 21% del éxito reproductivo de cada macho en promedio, con un 0% como mínimo y un 67% como máximo. En la misma región, se descubrió a un macho territorial que había engendrado quince polluelos con estas hembras, distribuidos en seis nidadas criadas en los dominios de cuatro machos distintos.
Dado que en una población de Washington se encontró que los machos con múltiples parejas ―más de cuatro al mismo tiempo― tenían más huevos en sus parcelas que no eclosionaban, las hembras que se aparean con otros individuos podrían estar mejorando su rendimiento reproductivo al fertilizarse una proporción significativamente mayor de sus huevos, lo que probablemente se deba a que así evitarían los efectos de un agotamiento temporal de esperma. Un estudio, llevado a cabo en una población altamente poligínica en la que las hembras se involucraban en cópulas fuera del vínculo social, descubrió que una gran proporción de huevos no eclosionaba, lo que sugería una infertilidad masculina temporal, que podría deberse a las limitadas reservas de esperma en ejemplares que se aparean con varias hembras por día. Sin embargo, otros dos estudios hallaron una correlación positiva entre el porcentaje de polluelos engendrados por el macho territorial dentro de su territorio y el número de pequeños engendrados por ese mismo individuo en otras parcelas, por lo que los que tenían más éxito en la fecundación de las hembras anidando en sus propios dominios también eran los más exitosos en cuanto a las cópulas fuera de ellos.